# 吕镇
吕镇（法語：Rue，法語發音：[ʁy] ⓘ）是法国上法蘭西大區索姆省的一个市镇，属于阿布维尔区。

## 地理
吕镇（50°16'20"N, 1°40'4"E）面积29.06 平方千米，位于法国上法蘭西大區索姆省，该省份为法国北部沿海省份，北起加来海峡省和北部省，西接滨海塞纳省和大西洋英吉利海峡，南至瓦兹省，东临埃纳省。
与吕镇接壤的市镇（或旧市镇、城区）包括：阿里、贝尔奈昂蓬蒂厄、勒克罗图瓦、法维耶尔、福雷蒙捷、康村、圣康坦昂图尔蒙、韦尔库尔、欧蒂河畔维莱尔。

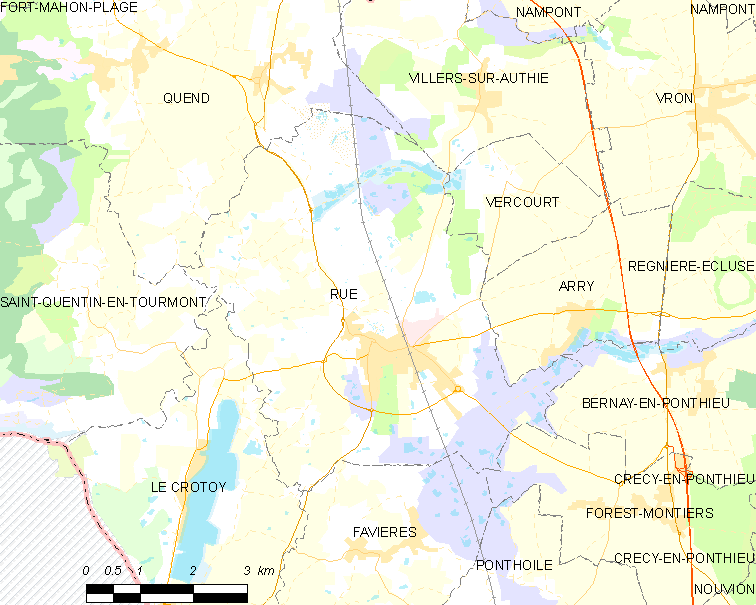
吕镇的OSM定位图

吕镇的时区为UTC+01:00、UTC+02:00（夏令时）。

## 行政
吕镇的邮政编码为80120，INSEE市镇编码为80688。

## 政治
吕镇所属的省级选区为吕镇县。

## 人口

1962-2008年间吕镇人口变化图示

吕镇于2022年1月1日时的人口数量为3050人。